# Phare de Fire Island
Le phare de Fire Island (en anglais : Fire Island Light) est un repère visible sur la Great South Bay, dans le sud du comté de Suffolk (Grand New York-État de New York), à l'extrémité ouest de Fire Island, une île barrière située au large de la côte sud de Long Island. Le phare est situé au sein de Fire Island National Seashore et juste à l’est du Robert Moses State Park (Long Island) (en). Il fait partie de la station de Fire Island qui est composé du phare avec sa lentille de Fresnel d'origine, des quartiers des gardiens et d'un hangar à bateaux.
Il est inscrit au Registre national des lieux historiques depuis le 11 septembre 1981 sous le n° 81000082.

## Histoire
Le phare actuel est une tour de pierre de 55 mètres qui a été mise en service en 1858 pour remplacer la tour de 23 mètres construite en 1826. Les garde-côtes des États-Unis l'ont mis hors service en 1974. En 1982, le Fire Island Lighthouse Preservation Society (FILPS) a été créée pour préserver le phare. Il a collecté plus de 1,2 million de dollars pour restaurer la tour et la lumière. Le 25 mai 1986, les garde-côtes des États-Unis ont remis le phare de Fire Island en activité. Le 22 février 2006, le feu est devenu une aide privée à la navigation. Il continue à figurer sur les cartes marines, mais est exploité et entretenu par la Fire Island Lighthouse Preservation Society et non par l'USCG.

## Description
Le phare  est une tour cylindrique en brique recouverte de ciment, avec galerie et lanterne de 51 m de haut. La tour est noire avec une large bande horizontale blanche  et la lanterne est noire.
Son feu à éclats émet, à une hauteur focale de 55 m, un flash blanc par période de 7.5 secondes, jour et nuit. Sa portée est de 24 milles nautiques (environ 44 km).
Identifiant : ARLHS : USA-286 ; USCG : 1-0695 - Admiralty : J1016 .

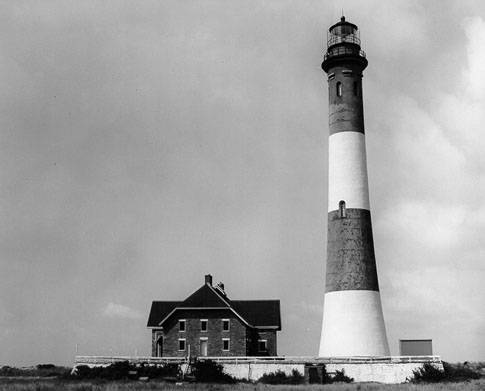
Le Phare (USCG photo)
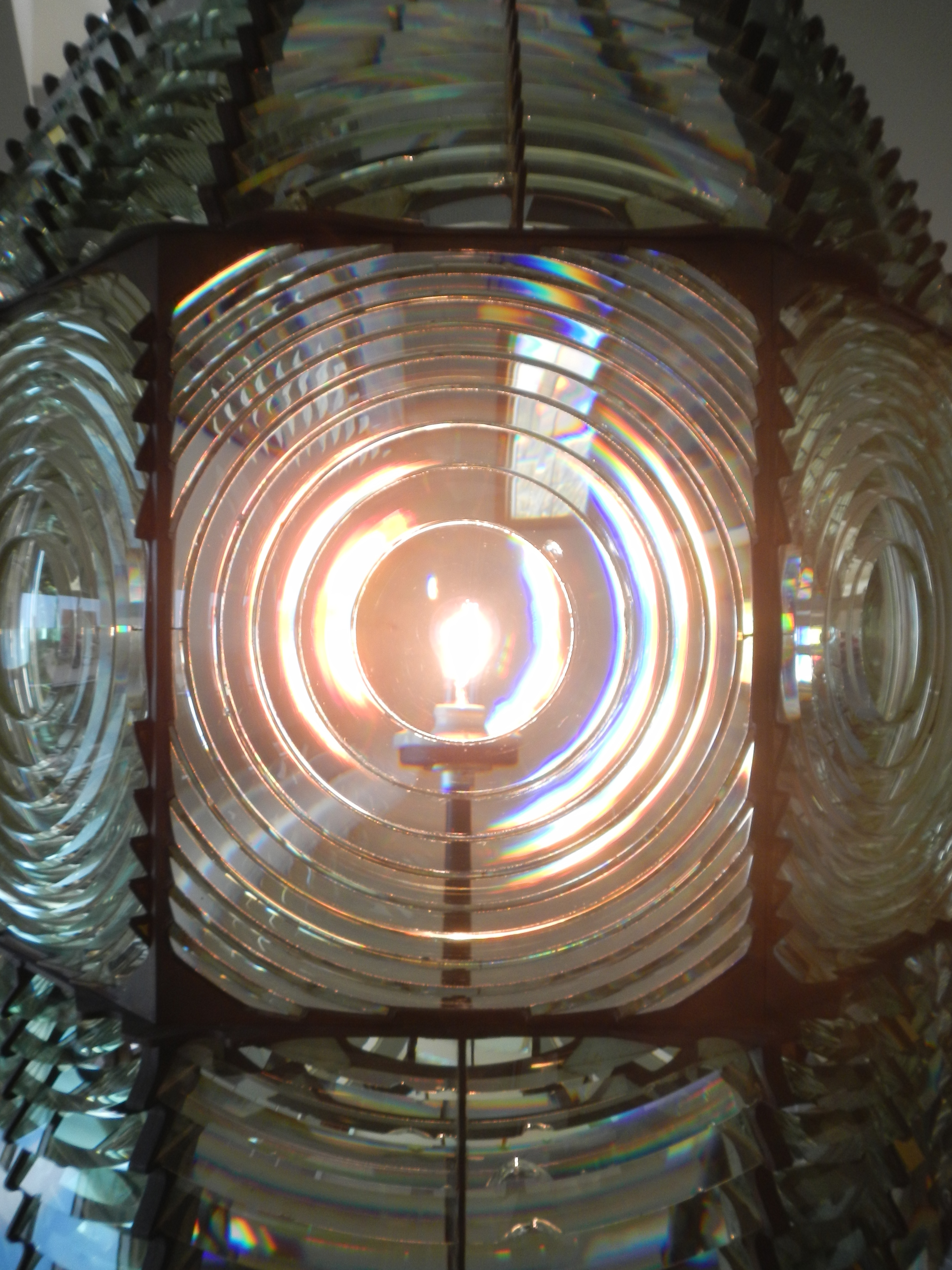
Lentille de Fresnel

### Lien connexe
- Liste des phares de l'État de New York